# Archichlora sangoana
Archichlora sangoana är en fjärilsart som beskrevs av Robert H. Carcasson 1971. Archichlora sangoana ingår i släktet Archichlora och familjen mätare. Inga underarter finns listade i Catalogue of Life.